# Konsumentenman
Konsumentenman was een Nederlands consumentenprogramma, gepresenteerd door Frits Bom met eindredacteur Joep Bonn dat tussen 1983 en 1989 elke veertien dagen een uur lang (behalve in de zomer) door de VARA werd uitgezonden op haar vaste uitzenddag, dus elk seizoen op een andere dag, of op een wisselavond.
De beginmelodie was het eerste deel van het instrumentale nummer Spaanse dansen van Moritz Moszkowski, waarbij de camera in de studio inzoomde op het publiek en het telefoonteam, terwijl Bom door de studio naar zijn desk liep. Later werd voor de herkenningsmelodie een filmpje op locatie gebruikt waarin door telkens een ander amateurorkest, maar soms ook een jeugdorkest, het eerste deel van de Spaanse dansen werd gespeeld, waarbij Bom ook zelf in het orkest plaatsnam en meespeelde.

## Konsumentenman

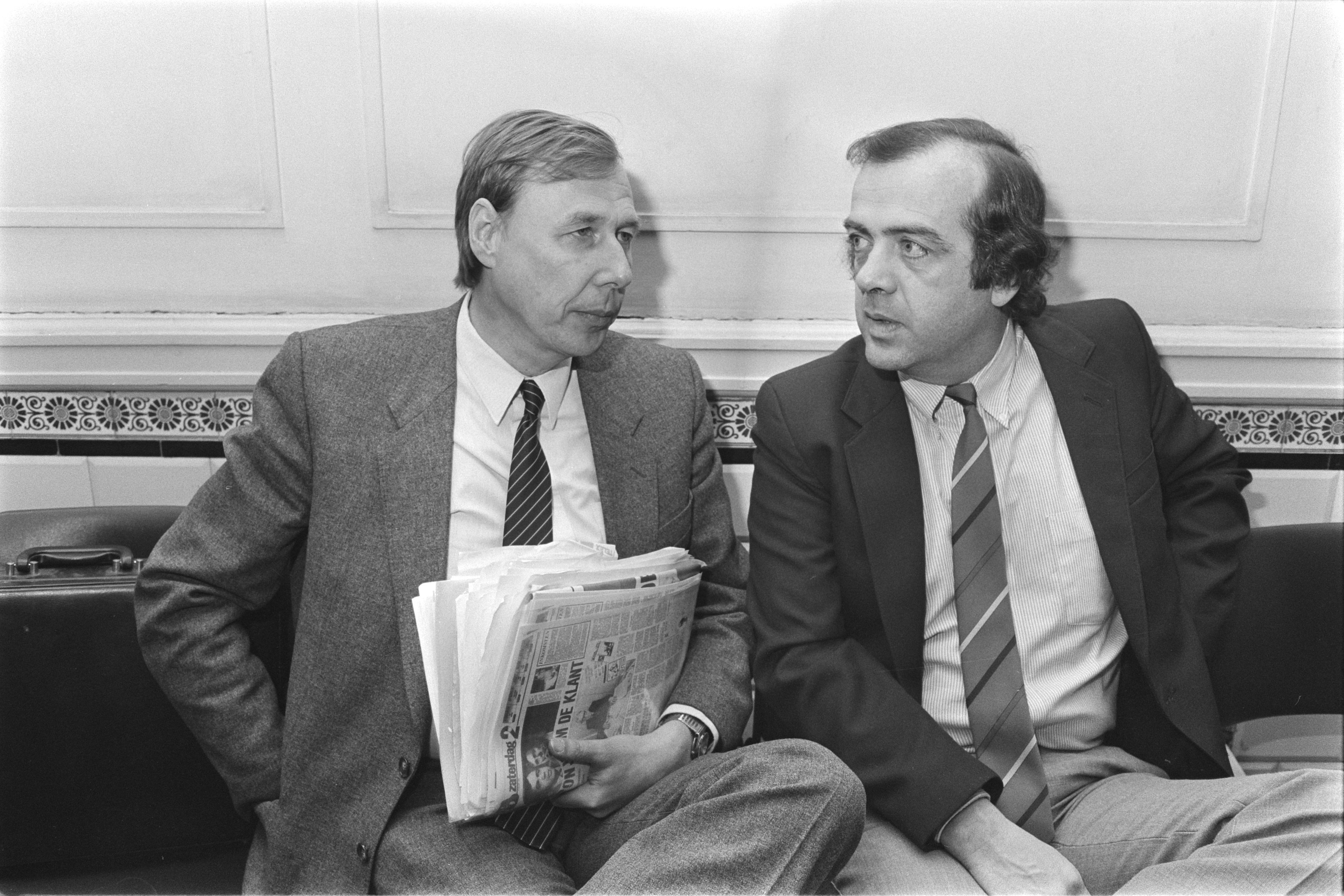
kort geding consumentenbond tegen het programma

Konsumentenman was een rechtstreeks consumentenprogramma met publiek, waarin consumentenproblemen opgelost werden. Het was een samensmelting van de toenmalige programma's Koning Klant en De Ombudsman. Zo hielp Bom met het oplossen van problemen met bijvoorbeeld huishoudartikelen, prijzenfestivals, het onderwijs of met vakantiebestemmingen. Er was altijd een vaste deskundige aanwezig, meestal Antoni Brack van de TH Twente. Regelmatig werd er een konsumentenjournaal uitgezonden met nieuws en wetenswaardigheden op consumentengebied.
Naast consumenten met klachten of problemen die in de studio aanwezig waren, konden kijkers ook rechtstreeks met een telefoonpanel bellen en werd een aantal van hen met Bom doorverbonden om hun vraag te stellen. Net als bij De Ombudsman konden kijkers brieven met vragen of klachten insturen, die daarna werden voorgelezen in een filmpje dat steevast begon met Geachte Konsumentenman en eindigde met Wat vindt u daar nu van, Konsumentenman?, waarna Bom, of een deskundige, antwoord gaf.
Door een conflict tussen Frits Bom en Marcel van Dam in 1989, waarbij Bom op staande voet bij de VARA ontslag nam, kwam er onverwacht na 74 afleveringen een eind aan het programma. Hetzelfde jaar kwam er een nieuw consumentenprogramma Kassa, gepresenteerd door Felix Meurders, dat min of meer als de opvolger kan worden gezien.

### Konsumentenmand
Een vast onderdeel in het programma was de "Konsumentenmand", waarbij ergens in Nederland de mand werd verstopt. Aan de hand van een aantal aanwijzingen met foto's en in een filmpje werd de exacte plek waar de mand was verstopt aangegeven. De vinder van de mand trof erin een geheim telefoonnummer aan waarmee rechtstreeks met Bom in de studio kon worden gebeld. In de mand zat een boodschappenlijstje, waarbij het de bedoeling was dat de vinder bij maximaal drie winkels zo goedkoop mogelijk boodschappen deed op kosten van de VARA en deze dan mocht houden. De vinder die aan het eind van het seizoen zo goedkoop mogelijk boodschappen had gedaan, mocht voor dat bedrag 52 weken lang gratis boodschappen doen. Daarnaast was er het "Marktspel", waarbij marktkooplieden achter een kraam stonden en de vinder moest raden wat voor een product de marktkoopman liet zien of bijvoorbeeld het gewicht van het product moest raden. Later kwam het ook voor dat er een volle konsumentenmand werd getoond waarvan het de bedoeling was dat kijkers de waarde van de inhoud raadden en degene die er het dichtst bij zat de mand met inhoud kreeg.

## Konsumentenman reizen
Als afgeleide van de Konsumentenman was er in het seizoen 1987-1988 afwisselend het programma Konsumentenman reizen, waarvan de opzet hetzelfde was als die van Konsumentenman, zij het dat het programma alleen over klachten en problemen in de reiswereld ging. Dit programma was feitelijk de voorloper van De Vakantieman.

## Konsumentenbus
Als zomervariant van Konsumentenman maar op locatie was er in de zomer van 1986 en 1987 het vakantieprogramma De Konsumentenbus, waarin Bom samen met chauffeur "Jan" en een jaar later chauffeuse "Miep" met een touringcar naar Spanje en een jaar later ook andere landen reisde om Nederlandse toeristen op te zoeken die met problemen of klachten zaten. In die bus had Bom een kantoor. Ook speelde chauffeur Jan spelletjes met de toeristen.

## Konsumentenboot
Daarna kwam er in de zomer van 1988 als opvolger De Konsumentenboot, waarin Bom met een boot de Donau afvoer om toeristen te ontmoeten. Vanaf 1991 ging Bom bij RTL 4 verder met het vakantieprogramma De Vakantieman.

## Trivia
- Halverwege de jaren tachtig bracht Wim Schippers onder zijn eigen naam het liedje Frits Bom uit, dat begon met de tekst Opgelicht wat doe je dan? Naar de Konsumentenman!!. In het liedje zijn allerlei achtergrondgeluiden van het programma te horen, waaronder de herkenningsmelodie en Boms stem.
- In een van de revues van André van Duin in de jaren tachtig was er een sketch waarin Van Duin een typetje speelde en een brief voorlas gericht aan de "consumentman" waarin hij zijn beklag deed over het dak van een vakantiehuisje.

## Bronverantwoording
- Konsumentenman op beeldengeluidwiki.nl, van gebruiker Famke, bekeken op 2 augustus 2010
- https://tvenradiodb.nl/index.php/37183/de-konsumentenman.html